# Tonni The Man
|  | Sammenskrivningsforslag Artiklen Tonni The Man er foreslået føjet ind i Simon Toftgaard Jespersen. (Siden maj 2020) Diskutér forslaget |

Tonni the Man er en fiktiv person, der blev spillet  af Simon Toftgaard Jespersen. Tonni var konferencier på Grøn Koncert fra 2010 til 2013, hvor han og komikeren Jacob Haugaard præsenterede kunstnerne på Grøn Scene. I 2013 ophørte  Simon af Tonni-karakteren og Simon Toftgaard Jespersen har siden været konferencier under eget navn
Tonni blev opfundet af Rasmus Dissing Nielsen og Simon Toftgaard Jespersen, som et led i Muskelsvindfondens kampagne "Plads til Forskelle", hvor han som frontfigur skulle nedbryde fordomme over for folk med handicap.